# Liga Mundial de Voleibol de 2000
A Liga Mundial de Voleibol de 2000 foi a décima primeira edição do torneio anual organizado pela Federação Internacional de Voleibol. Foi disputada por doze países, de 26 de maio a 16 de julho. A Fase Final foi realizada em Roterdã, nos Países Baixos.

## Formato
Na primeira fase, as doze equipes foram divididas em três grupos e jogaram quatro vezes contra cada uma das outras do grupo (duas como mandante e duas como visitante). Classificaram-se para a fase final os campeões dos grupos e os dois melhores segundos colocados (além dos Países Baixos, anfitriã). Na fase final, as seis equipes se enfrentaram uma vez. As duas primeiras colocadas fizeram a final e as duas seguintes disputaram o terceiro lugar.

## Equipes participantes
Equipes que participaram da edição 2000 da Liga Mundial integrando os seguintes grupos:
| Grupo A                                    | Grupo B                                  | Grupo C                                     |
| ------------------------------------------ | ---------------------------------------- | ------------------------------------------- |
| Argentina · Canadá · Itália · Iugoslávia · | Cuba · França · Países Baixos · Rússia · | Brasil · Espanha · Estados Unidos · Polónia |

## Fase Intercontinental

### Grupo A
| Pos | Equipe     | Pts | V | D | SV | SP | SA    | PV    | PP    | PA    |
| --- | ---------- | --- | - | - | -- | -- | ----- | ----- | ----- | ----- |
| 1   | Iugoslávia | 21  | 9 | 3 | 32 | 15 | 2,133 | 1.116 | 1.013 | 1,102 |
| 2   | Itália     | 20  | 8 | 4 | 28 | 23 | 1,217 | 1.159 | 1.158 | 1,027 |
| 3   | Argentina  | 16  | 4 | 8 | 23 | 28 | 0,821 | 1.136 | 1.151 | 0,987 |
| 4   | Canadá     | 15  | 3 | 9 | 15 | 32 | 0,469 | 1.007 | 1.126 | 0,894 |

PTS - pontos, V - vitórias, D - derrotas, SV - sets vencidos, SP - sets perdidos, SA - sets average, PV - pontos vencidos, PP - pontos perdidos, PA - pontos average
| Data  | Jogo       | Jogo | Jogo       | Parciais | Parciais | Parciais | Parciais | Parciais |
| Data  | Jogo       | Jogo | Jogo       | 1        | 2        | 3        | 4        | 5        |
| ----- | ---------- | ---- | ---------- | -------- | -------- | -------- | -------- | -------- |
| 26/05 | Itália     | 1-3  | Iugoslávia | 25-20    | 19-25    | 14-25    | 21-25    | -        |
| 27/05 | Canadá     | 3-2  | Argentina  | 22-25    | 25-18    | 25-22    | 25-27    | 15-13    |
| 28/05 | Itália     | 3-2  | Iugoslávia | 20-25    | 25-27    | 25-23    | 25-17    | 15-9     |
| 28/05 | Canadá     | 3-2  | Argentina  | 15-25    | 27-25    | 25-16    | 18-25    | 16-14    |
| 2/06  | Argentina  | 3-1  | Itália     | 24-26    | 31-29    | 25-21    | 25-23    | -        |
| 2/06  | Canadá     | 3-1  | Iugoslávia | 25-18    | 17-25    | 25-23    | 25-20    | -        |
| 3/06  | Argentina  | 1-3  | Itália     | 25-23    | 23-25    | 20-25    | 17-25    | -        |
| 3/06  | Canadá     | 0-3  | Iugoslávia | 22-25    | 21-25    | 23-25    | -        | -        |
| 9/06  | Argentina  | 3-2  | Iugoslávia | 31-33    | 28-30    | 26-24    | 25-19    | 15-12    |
| 9/06  | Canadá     | 1-3  | Itália     | 25-27    | 19-25    | 25-23    | 15-25    | -        |
| 10/06 | Canadá     | 1-3  | Itália     | 21-25    | 20-25    | 25-21    | 25-27    | -        |
| 11/06 | Argentina  | 1-3  | Iugoslávia | 15-25    | 25-13    | 24-26    | 23-25    | -        |
| 16/06 | Itália     | 3-2  | Argentina  | 25-19    | 22-25    | 25-18    | 20-25    | 16-14    |
| 17/06 | Iugoslávia | 3-0  | Canadá     | 25-16    | 25-14    | 25-19    | -        | -        |
| 18/06 | Itália     | 3-2  | Argentina  | 25-22    | 25-19    | 23-25    | 22-25    | 15-13    |
| 18/06 | Iugoslávia | 3-1  | Canadá     | 26-24    | 21-25    | 38-36    | 25-16    | -        |
| 23/06 | Itália     | 3-1  | Canadá     | 25-17    | 26-24    | 21-25    | 25-23    | -        |
| 23/06 | Iugoslávia | 3-0  | Argentina  | 25-23    | 25-15    | 25-23    | -        | -        |
| 24/06 | Iugoslávia | 3-1  | Argentina  | 25-21    | 19-25    | 25-13    | 25-21    | -        |
| 25/06 | Itália     | 3-1  | Canadá     | 23-25    | 25-16    | 25-16    | 25-21    | -        |
| 30/06 | Iugoslávia | 3-1  | Itália     | 25-23    | 25-20    | 25-27    | 25-18    | -        |
| 30/06 | Argentina  | 3-0  | Canadá     | 25-22    | 25-12    | 25-22    | -        | -        |
| 1/07  | Iugoslávia | 3-1  | Itália     | 23-25    | 25-18    | 25-20    | 25-12    | -        |
| 2/07  | Argentina  | 3-1  | Canadá     | 28-26    | 25-16    | 25-27    | 25-22    | -        |

### Grupo B
| Pos | Equipe        | Pts | V | D | SV | SP | SA    | PV    | PP    | PA    |
| --- | ------------- | --- | - | - | -- | -- | ----- | ----- | ----- | ----- |
| 1   | Rússia        | 21  | 9 | 3 | 31 | 14 | 2,114 | 1.073 | 978   | 1,087 |
| 2   | França        | 19  | 7 | 5 | 24 | 21 | 1,143 | 1.027 | 1.040 | 0,988 |
| 3   | Cuba          | 17  | 5 | 7 | 21 | 24 | 0,875 | 1.074 | 1.063 | 1,010 |
| 4   | Países Baixos | 15  | 3 | 9 | 13 | 30 | 0,433 | 944   | 1.028 | 0,918 |

PTS - pontos, V - vitórias, D - derrotas, SV - sets vencidos, SP - sets perdidos, SA - sets average, PV - pontos vencidos, PP - pontos perdidos, PA - pontos average
| Data  | Jogo          | Jogo | Jogo          | Parciais | Parciais | Parciais | Parciais | Parciais |
| Data  | Jogo          | Jogo | Jogo          | 1        | 2        | 3        | 4        | 5        |
| ----- | ------------- | ---- | ------------- | -------- | -------- | -------- | -------- | -------- |
| 27/05 | Países Baixos | 1-3  | Rússia        | 23-25    | 21-25    | 25-20    | 22-25    | -        |
| 27/05 | França        | 3-1  | Cuba          | 25-21    | 41-43    | 25-23    | 25-22    | -        |
| 28/05 | Países Baixos | 1-3  | Rússia        | 25-19    | 19-25    | 16-25    | 22-25    | -        |
| 28/05 | França        | 3-2  | Cuba          | 25-18    | 23-25    | 25-22    | 11-25    | 16-14    |
| 2/06  | França        | 3-1  | Rússia        | 25-21    | 25-21    | 21-25    | 25-22    | -        |
| 3/06  | Países Baixos | 1-3  | Cuba          | 13-25    | 25-27    | 29-27    | 25-27    | -        |
| 3/06  | França        | 3-1  | Rússia        | 25-22    | 25-22    | 20-25    | 25-23    | -        |
| 4/06  | Países Baixos | 1-3  | Cuba          | 26-24    | 18-25    | 21-25    | 22-25    | -        |
| 9/06  | Cuba          | 3-1  | França        | 21-25    | 25-21    | 25-19    | 25-22    | -        |
| 9/06  | Rússia        | 3-0  | Países Baixos | 26-24    | 25-20    | 25-22    | -        | -        |
| 10/06 | Cuba          | 1-3  | França        | 27-25    | 23-25    | 21-25    | 18-25    | -        |
| 10/06 | Rússia        | 2-3  | Países Baixos | 25-19    | 19-25    | 26-24    | 22-25    | 11-15    |
| 16/06 | Cuba          | 0-3  | Rússia        | 23-25    | 22-25    | 19-25    | -        | -        |
| 17/06 | Cuba          | 1-3  | Rússia        | 25-23    | 22-25    | 17-25    | 25-27    | -        |
| 17/06 | Países Baixos | 3-1  | França        | 25-16    | 25-22    | 19-25    | 25-22    | -        |
| 18/06 | Países Baixos | 3-0  | França        | 25-22    | 25-20    | 25-22    | -        | -        |
| 23/06 | Cuba          | 3-0  | Países Baixos | 25-22    | 25-21    | 25-19    | -        | -        |
| 23/06 | Rússia        | 3-1  | França        | 25-20    | 25-18    | 22-25    | 25-16    | -        |
| 24/06 | Cuba          | 3-0  | Países Baixos | 25-18    | 25-20    | 31-29    | -        | -        |
| 24/06 | Rússia        | 3-0  | França        | 25-21    | 25-17    | 25-17    | -        | -        |
| 30/06 | Rússia        | 3-0  | Cuba          | 25-21    | 25-22    | 25-19    | -        | -        |
| 30/06 | França        | 3-0  | Países Baixos | 25-19    | 25-20    | 25-22    | -        | -        |
| 1/07  | Rússia        | 3-1  | Cuba          | 31-29    | 25-22    | 20-25    | 26-24    | -        |
| 1/07  | França        | 3-0  | Países Baixos | 25-22    | 25-16    | 25-21    | -        | -        |

### Grupo C
| Pos | Equipe         | Pts | V  | D  | SV | SP | SA    | PV    | PP    | PA    |
| --- | -------------- | --- | -- | -- | -- | -- | ----- | ----- | ----- | ----- |
| 1   | Estados Unidos | 22  | 10 | 2  | 31 | 15 | 2,067 | 1.104 | 999   | 1,105 |
| 2   | Brasil         | 20  | 8  | 4  | 28 | 16 | 1,750 | 1.048 | 969   | 1,082 |
| 3   | Polónia        | 17  | 5  | 7  | 21 | 24 | 0,875 | 1.020 | 1.036 | 0,985 |
| 4   | Espanha        | 13  | 1  | 11 | 9  | 34 | 0,265 | 871   | 1.039 | 0,838 |

PTS - pontos, V - vitórias, D - derrotas, SV - sets vencidos, SP - sets perdidos, SA - sets average, PV - pontos vencidos, PP - pontos perdidos, PA - pontos average
| Data  | Jogo           | Jogo | Jogo           | Parciais | Parciais | Parciais | Parciais | Parciais |
| Data  | Jogo           | Jogo | Jogo           | 1        | 2        | 3        | 4        | 5        |
| ----- | -------------- | ---- | -------------- | -------- | -------- | -------- | -------- | -------- |
| 26/05 | Espanha        | 0-3  | Polônia        | 19-25    | 19-25    | 16-25    | -        | -        |
| 27/05 | Brasil         | 1-3  | Estados Unidos | 23-25    | 16-25    | 25-20    | 23-25    | -        |
| 27/05 | Espanha        | 0-3  | Polônia        | 20-25    | 22-25    | 18-25    | -        | -        |
| 28/05 | Brasil         | 1-3  | Estados Unidos | 25-16    | 23-25    | 25-27    | 23-25    | -        |
| 2/06  | Espanha        | 0-3  | Brasil         | 22-25    | 21-25    | 21-25    | -        | -        |
| 2/06  | Polônia        | 1-3  | Estados Unidos | 25-19    | 17-25    | 16-25    | 21-25    | -        |
| 3/06  | Polônia        | 1-3  | Estados Unidos | 27-25    | 18-25    | 20-25    | 21-25    | -        |
| 4/06  | Espanha        | 0-3  | Brasil         | 22-25    | 21-25    | 18-25    | -        | -        |
| 9/06  | Espanha        | 1-3  | Estados Unidos | 31-29    | 19-25    | 21-25    | 27-29    | -        |
| 9/06  | Polônia        | 3-1  | Brasil         | 25-23    | 25-17    | 20-25    | 23-25    | -        |
| 10/06 | Polônia        | 0-3  | Brasil         | 20-25    | 15-25    | 33-35    | -        | -        |
| 11/06 | Espanha        | 0-3  | Estados Unidos | 21-25    | 15-25    | 16-25    | -        | -        |
| 16/06 | Estados Unidos | 3-2  | Polônia        | 25-27    | 25-19    | 29-31    | 25-22    | 15-12    |
| 17/06 | Brasil         | 1-3  | Espanha        | 20-25    | 25-18    | 23-25    | 18-25    | -        |
| 17/06 | Estados Unidos | 3-1  | Polônia        | 25-19    | 25-27    | 25-23    | 25-19    | -        |
| 18/06 | Brasil         | 3-2  | Espanha        | 21-25    | 21-25    | 25-18    | 25-19    | 15-13    |
| 23/06 | Estados Unidos | 3-0  | Espanha        | 25-18    | 25-15    | 26-24    | -        | -        |
| 24/06 | Brasil         | 3-0  | Polônia        | 27-25    | 25-18    | 25-17    | -        | -        |
| 24/06 | Estados Unidos | 3-1  | Espanha        | 25-16    | 25-18    | 22-25    | 25-12    | -        |
| 25/06 | Brasil         | 3-1  | Polônia        | 26-24    | 25-22    | 22-25    | 25-22    | -        |
| 30/06 | Polônia        | 3-2  | Espanha        | 29-27    | 25-16    | 24-26    | 22-25    | 15-7     |
| 30/06 | Estados Unidos | 0-3  | Brasil         | 21-25    | 24-26    | 18-25    | -        | -        |
| 1/07  | Polônia        | 3-0  | Espanha        | 25-22    | 25-19    | 25-19    | -        | -        |
| 1/07  | Estados Unidos | 1-3  | Brasil         | 14-25    | 25-27    | 25-21    | 20-25    | -        |

## Fase final

### Países Classificados
| País           | Classificação           |
| -------------- | ----------------------- |
| Países Baixos  | País-sede da fase final |
| Iugoslávia     | Campeão do Grupo A      |
| Itália         | Vice campeão do Grupo A |
| Rússia         | Campeão do Grupo B      |
| Estados Unidos | Campeão do Grupo C      |
| Brasil         | Vice campeão do Grupo C |

### Grupo E
| Pos | Equipe         | Pts | V | D | SV | SP | SA    | PV  | PP  | PA    |
| --- | -------------- | --- | - | - | -- | -- | ----- | --- | --- | ----- |
| 1   | Itália         | 9   | 4 | 1 | 13 | 8  | 1,625 | 459 | 452 | 1,015 |
| 2   | Rússia         | 8   | 3 | 2 | 13 | 7  | 1,857 | 452 | 416 | 1,086 |
| 3   | Iugoslávia     | 8   | 3 | 2 | 11 | 8  | 1,375 | 440 | 403 | 1,091 |
| 4   | Brasil         | 7   | 2 | 3 | 8  | 11 | 0,727 | 404 | 420 | 0,961 |
| 5   | Países Baixos  | 7   | 2 | 3 | 7  | 12 | 0,583 | 409 | 435 | 0,940 |
| 6   | Estados Unidos | 6   | 1 | 4 | 8  | 14 | 0,571 | 477 | 515 | 0,926 |

PTS - pontos, V - vitórias, D - derrotas, SV - sets vencidos, SP - sets perdidos, SA - sets average, PV - pontos vencidos, PP - pontos perdidos, PA - pontos average
| Data  | Jogo           | Jogo | Jogo           | Parciais | Parciais | Parciais | Parciais | Parciais |
| Data  | Jogo           | Jogo | Jogo           | 1        | 2        | 3        | 4        | 5        |
| ----- | -------------- | ---- | -------------- | -------- | -------- | -------- | -------- | -------- |
| 10/07 | Rússia         | 3-0  | Iugoslávia     | 25-23    | 25-20    | 25-22    | -        | -        |
| 10/07 | Itália         | 3-1  | Estados Unidos | 25-19    | 20-25    | 25-22    | 25-23    | -        |
| 10/07 | Brasil         | 3-0  | Países Baixos  | 25-21    | 25-21    | 25-21    | -        | -        |
| 11/07 | Itália         | 3-2  | Rússia         | 26-24    | 19-25    | 25-20    | 13-25    | 17-15    |
| 11/07 | Estados Unidos | 3-2  | Brasil         | 22-25    | 19-25    | 25-23    | 25-23    | 15-11    |
| 11/07 | Iugoslávia     | 3-1  | Países Baixos  | 25-19    | 15-25    | 25-20    | 25-13    | -        |
| 12/07 | Iugoslávia     | 3-1  | Estados Unidos | 25-15    | 19-25    | 36-34    | 25-14    | -        |
| 12/07 | Itália         | 3-0  | Brasil         | 25-19    | 25-21    | 25-14    | -        | -        |
| 12/07 | Rússia         | 3-0  | Países Baixos  | 25-16    | 25-17    | 26-24    | -        | -        |
| 14/07 | Iugoslávia     | 3-0  | Brasil         | 25-21    | 30-28    | 25-16    | -        | -        |
| 14/07 | Rússia         | 3-1  | Estados Unidos | 25-22    | 23-25    | 25-20    | 25-21    | -        |
| 14/07 | Países Baixos  | 3-1  | Itália         | 25-23    | 25-27    | 25-19    | 25-22    | -        |
| 15/07 | Itália         | 3-2  | Iugoslávia     | 16-25    | 25-15    | 17-25    | 25-23    | 15-12    |
| 15/07 | Brasil         | 3-2  | Rússia         | 25-22    | 20-25    | 25-11    | 18-25    | 15-11    |
| 15/07 | Países Baixos  | 3-2  | Estados Unidos | 25-19    | 19-25    | 25-18    | 26-28    | 15-13    |

### Disputa de 3º lugar
| Data  | Jogo   | Jogo | Jogo       | Parciais | Parciais | Parciais | Parciais | Parciais |
| Data  | Jogo   | Jogo | Jogo       | 1        | 2        | 3        | 4        | 5        |
| ----- | ------ | ---- | ---------- | -------- | -------- | -------- | -------- | -------- |
| 16/07 | Brasil | 3-0  | Iugoslávia | 25-19    | 25-21    | 25-21    | -        | -        |

### Final
| Data  | Jogo   | Jogo | Jogo   | Parciais | Parciais | Parciais | Parciais | Parciais |
| Data  | Jogo   | Jogo | Jogo   | 1        | 2        | 3        | 4        | 5        |
| ----- | ------ | ---- | ------ | -------- | -------- | -------- | -------- | -------- |
| 16/07 | Itália | 3-2  | Rússia | 25-22    | 18-25    | 20-25    | 25-21    | 15-13    |

## Classificação Final
| #      | Equipe         |
| ------ | -------------- |
| Gold   | Itália         |
| Silver | Rússia         |
| Bronze | Brasil         |
| 4.     | Iugoslávia     |
| 5.     | Países Baixos  |
| 6.     | Estados Unidos |
| 7.     | França         |
| 8.     | Cuba           |
| 9.     | Polónia        |
| 10.    | Argentina      |
| 11.    | Espanha        |
| 12.    | Canadá         |

## Prêmios
- Jogador Mais Valioso (MVP):  Andrea Sartoretti
- Melhor Bloqueio:  Martin van der Horst
- Melhor Saque:  Goran Vujevic
- Melhor Ataque:  Guido Görtzen
- Melhor Pontuador:  Andrea Sartoretti